# Gázszer FC Gárdony
Der Gázszer FC war ein ungarischer Fußballverein aus dem zu Gárdony gehörenden Ortsteil Agárd am Rande des Velencer Sees.

## Geschichte
Der Klub entstand 1994, als der lokale Firmenbesitzer László Németh den örtlichen Klub Velence Tours übernahm, professionellere Strukturen etablierte und den Klub nach seiner Firma benannte. Die Mannschaft stieg schnell durch die ungarische Ligapyramide auf und erreichte 1997 die Nemzeti Bajnokság. Da der Klub kein angemessenen Stadion besaß, musste er sich im ersten Jahr ins Sóstói Stadion, die Spielstätte des Lokalrivalen Videoton Székesfehérvár, einmieten. Während dieser gegen den Abstieg kämpfte, gelang mit dem achten Tabellenplatz ein Achtungserfolg. Im folgenden Jahr zog man ins 100 Kilometer entfernte Stadler Stadion nach Akasztó, musste aber mit massiven Einbußen beim Zuschauerinteresse kämpfen. Aufgrund der geringen Einnahmen wuchsen die finanziellen Probleme des Klubs, der im Sommer 1999 zwischenzeitlich zunächst wieder ins Sóstói Stadion zurückgekehrt war, aber in der Winterpause der Spielzeit 1999/2000 sein Startrecht in der ersten Liga an den mittlerweile unterklassig antretenden ehemaligen Europapokalteilnehmer Pécsi Mecsek FC verkaufen musste. Später löste sich der Klub als insolvent gänzlich vom Spielbetrieb ab und anschließend auf.